# Igor Ivanovič Sikorski
Igor Ivanovič Sikorski [ígor ivánovič sikórski] (rusko И́горь Ива́нович Сико́рский, ukrajinsko Ігор Іванович Сікорський) rusko-ameriški letalski inženir in konstrukter, * 25. maj 1889, Kijev, Ruski imperij, † 26. oktober 1972, Easton, Connecticut, ZDA.
Kasneje je bil znan kot Sikorsky.
Sikorski je letalski pionir, ki je zgradil prvi uporaben helikopter in prvo letalo s štirimi motorji. Njegov enorotorski helikopter je prvič poletel 24. maja 1940.
Njegov oče Ivan je bil priznani zdravnik, psihiater in profesor psihologije na kijevski univerzi.

## Priznanja

### Poimenovanja
Po njem se imenuje krater Sikorski (Sikorsky) na Luni.